# Sirs al-Lajjan
Sirs al-Lajjan (arab. سرس الليان) − miasto w muhafazie Al-Minufijja w północnej części Egiptu, na północny zachód od Kairu. W 2006 roku liczyło ok. 53 tys. mieszkańców.
Położone jest 6 km na zachód od miasta Al-Badżur i 4 km na południowy wschód od Minuf.